# Берензас (Мысковский городской округ)
Берензас — посёлок на реке Подобас в Мысковском городском округе Кемеровской области России.

## История
Входил в Подобасский сельсовет.

## География
Посёлок Берензас расположен в южной части Кемеровской области.
Есть снт Энергетик.
Уличная сеть состоит из пяти географических объектов: ул. Береговая, ул. Заречная, ул. Подгорная, ул. Речная и ул. Центральная.

## Население
| 2010 |
| ---- |
| 360  |

Национальный состав
Согласно результатам переписи 2002 года, в национальной структуре населения русские составляли 398 % от общей численности населения в 88 жителей.

## Инфраструктура
Личное подсобное хозяйство.

## Транспорт
Подъездная дорога на автомобильную дорогу регионального значения Ленинск-Кузнецкий — Новокузнецк — Междуреченск (идентификационный номер 32К-2).